# Aeroportul Internațional Dr. Luis María Argaña
Aeroportul Internațional Dr. Luis María Argaña (IATA: ESG, ICAO: SGME) este un aeroport din Mariscal Estigarribia, Boquerón⁠(d), Paraguay ce deservește zona Boquerón⁠(d). A fost numit după Luis María Argaña⁠(d).
Situat la o altitudine de 169 m, aeroportul dispune de 1 pistă. Este operat de Fuerzas Armadas de Paraguay⁠(d).

## Infrastructură

### Piste
Aeroportul dispune de o singură pistă. Pista 01/19 are suprafața de beton. 